# Kup Maršala Tita 1981-1982
La Kup Maršala Tita 1981-1982 fu la 34ª edizione della Coppa di Jugoslavia. Migliaia di squadre parteciparono alle qualificazioni che portarono alle 32 che presero parte alla coppa vera e propria.
Il detentore era il Velež Mostar, che in questa edizione uscì al primo turno contro una squadra di seconda divisione.
Il trofeo fu vinto dalla Stella Rossa ("Crvena zvezda"), che sconfisse in finale la Dinamo Zagabria. Per i biancorossi fu il decimo titolo in questa competizione.

Il successo diede alla "Zvezda" l'accesso alla Coppa delle Coppe 1982-1983.
La Dinamo, vincitrice del campionato, giunse in finale e fallì il double ("dvostruka kruna", doppia corona, in lingua croata).

## Qualificazioni
```
Queste le tre partite disputate dal 
Orijent
:
[
3
]

Jedinstvo Ogulin - Orijent          1-2
Orijent - Ližnjan                   4-1
GOŠK Jug - Orijent                  2-2 
(6-5 
dtr
)
```

```
Queste alcune delle partite della Coppa di 
Voivodina
 del 
Proleter Zrenjanin
. Il 
Croatia Malmö
 è una squadra composta da lavoratori jugoslavi emigrati in 
Svezia
.
[
4
]

BAK Bela Crkva - Proleter           1-3
Proleter - Radnički Zrenjanin       1-1 
(10-9 
dtr
)

Proleter - 
Croatia Malmö
            5-2
```

## Squadre qualificate
Le 18 partecipanti della Prva Liga 1980-1981 sono qualificate di diritto. Le altre 14 squadre (in giallo) sono passate attraverso le qualificazioni. 

In questa edizione ha partecipato anche il NK Croatia Zürich, squadra di Zurigo composta da emigranti croati (in serbo "Kroacija Cirih", in italiano "Croazia Zurigo"). Si è qualificata battendo il Gostivar, vincitore della coppa di Macedonia.

### Calendario
| Turno                | Gare        | Date                | Numero gare | Riduzione squadre |
| -------------------- | ----------- | ------------------- | ----------- | ----------------- |
| Sedicesimi di finale | Gara unica  | 7 ottobre 1981      | 16          | 32 → 16           |
| Ottavi di finale     | Gara unica  | 7 novembre 1981     | 8           | 16 → 8            |
| Quarti di finale     | Gara unica  | 18 novembre 1981    | 4           | 8 → 4             |
| Semifinali           | Gara unica  | 21 aprile 1982      | 2           | 4 → 2             |
| Finale               | Da definire | 16 e 23 maggio 1982 | 1           | 2 → 1             |

In finale, dal 1969 al 1986, vigeva la regola che:
- Se fossero giunte due squadre da fuori Belgrado, la finale si sarebbe disputata in gara unica nella capitale.
- Se vi fosse giunta una squadra di Belgrado, la finale si sarebbe disputata in due gare, con il ritorno nella capitale.
- Se vi fossero giunte due squadre di Belgrado, si sarebbe sorteggiato in quale stadio disputare la gara unica.
- La finale a Belgrado si sarebbe disputata il 24 maggio, in concomitanza con la festa per la Giornata della Gioventù (25 maggio).

## Sedicesimi di finale
| Squadra 1               | Risultato         | Squadra 2              |                                                     |
| ----------------------- | ----------------- | ---------------------- | --------------------------------------------------- |
| 7 ottobre 1981          | 7 ottobre 1981    | 7 ottobre 1981         | Marcatori                                           |
| (2) Borac Banja Luka    | 0 – 1             | Stella Rossa (1)       | Đorđić                                              |
| (1) Budućnost           | 5 – 0             | Croazia Zurigo (x)     | J.Miročević, Batrović, Bakrač, Radonjić, Pićan      |
| (2) Dinamo Vinkovci     | 0 – 3             | Sloboda Tuzla (1)      | C.Milošević, Smajlović, Mehinović                   |
| (1) Sarajevo            | 5 – 0             | Proleter Zrenjanin (2) | Pašić 3, Musemić, Smajić                            |
| (3) Istria              | 1 – 3             | Vojvodina (1)          | Radmanović (I); Mićanović, Vujinović, Novaković (V) |
| (3) Maribor             | 0 – 0 (6-5 dtr)   | Vardar (1)             |                                                     |
| (2) Mogren              | 0 – 0 (12-11 dtr) | Velež Mostar (1)       |                                                     |
| (2) Napredak Kruševac   | 1 – 1 (7-6 dtr)   | Željezničar (1)        | D.Kostić rig. (N); Lušić rig. (Ž)                   |
| (1) Rijeka              | 2 – 0             | Priština (2)           | Belić, Tomić                                        |
| (1) NK Zagabria         | 0 – 1             | Rad Belgrado (2)       | Vučinić                                             |
| (3) Novi Sad            | 1 – 1 (5-6 dtr)   | Hajduk Spalato (1)     | Kurčubić (NS); Primorac (H)                         |
| (1) Partizan            | 0 – 2             | Galenika Zemun (2)     | Santrač, Ljalja                                     |
| (2) Radnički Kragujevac | 1 – 1 (6-4 dtr)   | OFK Belgrado (1)       | M.Ljubenović (R); Serpak (O)                        |
| (3) Rudar Kakanj        | 1 – 1 (2-5 dtr)   | Olimpia Lubiana (1)    | Pojskić (R); M.Petrović (O)                         |
| (4) Segesta             | 0 – 4             | Dinamo Zagabria (1)    | Z.Panić 2, Bručić, Deverić                          |
| (3) Sloga Doboj         | 1 – 1 (5-3 dtr)   | Radnički Niš (1)       | A.Saračević (S); Vojinović (R)                      |

## Ottavi di finale
| Squadra 1           | Risultato       | Squadra 2               |                                |
| ------------------- | --------------- | ----------------------- | ------------------------------ |
| 7 novembre 1981     | 7 novembre 1981 | 7 novembre 1981         | Marcatori                      |
| (1) Stella Rossa    | 2 – 0           | Sarajevo (1)            | V.Petrović 2                   |
| (1) Dinamo Zagabria | 2 – 0           | Sloga Doboj (3)         | Deverić 2                      |
| (2) Galenika Zemun  | 2 – 1           | Maribor (3)             | Gajin, Santrač (G); Žurman (M) |
| (1) Hajduk Spalato  | 3 – 1           | Napredak Kruševac (2)   | Gudelj 2, Šalov (H); Čop (N)   |
| (1) Olimpia Lubiana | 4 – 0           | Rijeka (1)              | M.Petrović 2, Rožič, Perduv    |
| (2) Rad Belgrado    | 0 – 0 (4-2 dtr) | Mogren (2)              |                                |
| (1) Sloboda Tuzla   | 1 – 1 (6-4 dtr) | Radnički Kragujevac (2) | Verlašević (S); Palčić (R)     |
| (1) Vojvodina       | 0 – 1           | Budućnost (1)           | Radonjić                       |

## Quarti di finale
| Squadra 1          | Risultato        | Squadra 2           |                                |
| ------------------ | ---------------- | ------------------- | ------------------------------ |
| 18 novembre 1981   | 18 novembre 1981 | 18 novembre 1981    | Marcatori                      |
| (1) Stella Rossa   | 3 – 0            | Olimpia Lubiana (1) | D.Savić 2, R.Savić             |
| (2) Galenika Zemun | 2 – 1            | Hajduk Spalato (1)  | Santrač, Brkić (G); Gudelj (H) |
| (2) Rad Belgrado   | 0 – 2            | Dinamo Zagabria (1) | Mlinarić, E.Dragičević         |
| (1) Sloboda Tuzla  | 0 – 0 (4-2 dtr)  | Budućnost (1)       |                                |

## Semifinali
| Squadra 1           | Risultato      | Squadra 2          |                                                           |
| ------------------- | -------------- | ------------------ | --------------------------------------------------------- |
| 21 aprile 1982      | 21 aprile 1982 | 21 aprile 1982     | Marcatori                                                 |
| (1) Stella Rossa    | 4 – 1          | Galenika Zemun (2) | M.Đurovski, V.Petrović, D.Savić, Šestić (SR); Santrač (G) |
| (1) Dinamo Zagabria | 2 – 0          | Sloboda Tuzla (1)  | Cerin, Kranjčar                                           |

## Finale
| Squadra 1           | Totale | Squadra 2        | Andata     | Ritorno    |
| ------------------- | ------ | ---------------- | ---------- | ---------- |
|                     |        |                  | 16.05.1982 | 23.05.1982 |
| (1) Dinamo Zagabria | 4 – 6  | Stella Rossa (1) | 2 – 2      | 2 – 4      |

### Andata
| Arbitro: | Edvard Šoštarič (Maribor) |

|                            |           |                                |
| Mustedanagić 49’ Cerin 59’ | Marcatori | 15’ Šestić 84’ (rig.) Petrović |

| Dinamo | Stella Rossa |

|                   |    |                     |          |
|                   |    |                     |          |
| P                 | 1  | Marijan Vlak        | Uscita   |
| D                 | 2  | Petar Bručić        |          |
| D                 | 3  | Zvjezdan Cvetković  |          |
| D                 | 4  | Ismet Hadžić        | Uscita   |
| D                 | 5  | Velimir Zajec       |          |
| D                 | 6  | Dragan Bošnjak      |          |
| C                 | 7  | Eddie Krnčević      |          |
| A                 | 8  | Snješko Cerin       |          |
| A                 | 9  | Zlatko Kranjčar     |          |
| C                 | 10 | Marko Mlinarić      |          |
| A                 | 11 | Stjepan Deverić     |          |
| A disposizione:   |    |                     |          |
| P                 | ?  | Tomislav Ivković    | Ingresso |
| A                 | ?  | Džemal Mustedanagić | Ingresso |
| Allenatore:       |    |                     |          |
| Miroslav Blažević |    |                     |          |

|                  |    |                       |          |
|                  |    |                       |          |
| P                | 1  | Dragan Simeunović     | Uscita   |
| D                | 2  | Zlatko Krmpotić       |          |
| D                | 3  | Zoran Mališević       |          |
| D                | 4  | Boško Đurovski        |          |
| D                | 5  | Zdravko Borovnica     |          |
| D                | 6  | Ivan Jurišić          | Uscita   |
| C                | 7  | Vladimir Petrović     |          |
| C                | 8  | Miloš Šestić          |          |
| A                | 9  | Ranko Đorđić          |          |
| C                | 10 | Milan Janković        |          |
| C                | 11 | Milko Đurovski        |          |
| A disposizione:  |    |                       |          |
| P                | ?  | Aleksandar Stojanović | Ingresso |
| C                | ?  | Ljubiša Rajković      | Ingresso |
| Allenatore:      |    |                       |          |
| Branko Stanković |    |                       |          |

### Ritorno
| Arbitro: | Damir Matovinović (Fiume) |

|                                      |           |                        |
| Savić 31’, 87’ Đorđić 66’ Šestić 73’ | Marcatori | 41’ Kranjčar 45’ Cerin |

| Stella Rossa | Dinamo |

|                  |    |                       |     |
|                  |    |                       |     |
| P                | 1  | Aleksandar Stojanović |     |
| D                | 2  | Zlatko Krmpotić       |     |
| D                | 3  | Zoran Mališević       |     |
| D                | 4  | Boško Đurovski        |     |
| D                | 5  | Zdravko Borovnica     |     |
| D                | 6  | Milan Janković        |     |
| C                | 7  | Vladimir Petrović     |     |
| C                | 8  | Miloš Šestić          |     |
| A                | 9  | Dušan Savić           |     |
| C                | 10 | Rajko Janjanin        | 61’ |
| C                | 11 | Milko Đurovski        | 46’ |
| A disposizione:  |    |                       |     |
| C                | ?  | Srebrenko Repčić      | 46’ |
| C                | ?  | Ranko Đorđić          | 61’ |
| Allenatore:      |    |                       |     |
| Branko Stanković |    |                       |     |

|                   |    |                    |     |
|                   |    |                    |     |
| P                 | 1  | Tomislav Ivković   |     |
| D                 | 2  | Emil Dragičević    |     |
| D                 | 3  | Zvjezdan Cvetković |     |
| D                 | 4  | Dragan Bošnjak     |     |
| D                 | 5  | Velimir Zajec      |     |
| D                 | 6  | Srećko Bogdan      |     |
| C                 | 7  | Eddie Krnčević     |     |
| A                 | 8  | Snješko Cerin      |     |
| A                 | 9  | Zlatko Kranjčar    | 80’ |
| C                 | 10 | Marko Mlinarić     |     |
| A                 | 11 | Zoran Panić        | 85’ |
| A disposizione:   |    |                    |     |
| A                 | ?  | Željko Hohnjec     | 80’ |
| A                 | ?  | Drago Dumbović     | 85’ |
| Allenatore:       |    |                    |     |
| Miroslav Blažević |    |                    |     |

## Classifica marcatori
| Pos. | Giocatore         | Club            | Reti |
| ---- | ----------------- | --------------- | ---- |
| 1    | Dušan Savić       | Stella Rossa    | 5    |
| 2    | Vladimir Petrović | Stella Rossa    | 4    |
| 2    | Slobodan Santrač  | Galenika        | 4    |
| 4    | Predrag Pašić     | Sarajevo        | 3    |
| 4    | Mihajlo Petrović  | Olimpia Lubiana | 3    |
| 4    | Ivan Gudelj       | Hajduk          | 3    |
| 4    | Stjepan Deverić   | Dinamo          | 3    |
| 4    | Snješko Cerin     | Dinamo          | 3    |
| 4    | Miloš Šestić      | Stella Rossa    | 3    |
| 10   | Mojaš Radonjić    | Budućnost       | 2    |
| 10   | Zoran Panić       | Dinamo          | 2    |
| 10   | Zlatko Kranjčar   | Dinamo          | 2    |
| 10   | Ranko Đorđić      | Stella Rossa    | 2    |